# Epic Records
Epic Records је америчка дискографска кућа која је у власништву Сони мјузик ентертејнмента, подружнице компаније Sony Corporation of America, северноамеричке дивизије јапанског конгломерата Сони. Epic Records је основан је 1953. године и углавном је издавао џез и класичну музику. Касније је проширио музички опсег обухвативши разноврснији спектар жанрова (као што су поп, РнБ, рок и хип хоп).